# Limenitis mainas
Limenitis mainas är en fjärilsart som beskrevs av Hans Fruhstorfer 1915. Limenitis mainas ingår i släktet Limenitis och familjen praktfjärilar. Inga underarter finns listade i Catalogue of Life.